# Kraftwerk Melje
Das Kraftwerk Melje (slowenisch Mala hidroelektrarna Melje) ist ein Laufwasserkraftwerk an der Drau, das in der Stadtgemeinde Maribor, Slowenien liegt. Es hat eine installierte Leistung von 2,26 MW.
Das Kraftwerk ist im Besitz der Dravske elektrarne Maribor (DEM) und wird auch von DEM betrieben.

## Absperrbauwerk und Kraftwerk
Bei der Stadt Maribor wurde eine Wehranlage errichtet, die die Drau zu einem kleinen Stausee aufstaut. Bei diesem Wehr zweigt am rechten Flussufer der Kanal ab, durch den das Wasser der Drau zum Kraftwerk Zlatoličje geleitet wird.
Das Kraftwerk nutzt die Restwassermenge, die in das Flussbett der Drau abgegeben werden muss. Es verfügt mit zwei Maschinen über eine installierte Leistung von 2,26 MW. Die durchschnittliche Jahreserzeugung liegt bei 8,69 Mio. kWh. Der Durchfluss beträgt 30 m³/s.